# Кльонов Олексій Володимирович
Олексі́й Володи́мирович Кльо́нов (нар. 4 червня 1966 — 9 травня 2019) — полковник медичної служби Збройних сил України, учасник російсько-української війни, заслужений лікар України (2016).

## Життєпис
Народився 1966 року в місті Рівне. Закінчив Ленінградську військово-медичну академію.
Полковник медичної служби, начальник Рівненського гарнізонного військового госпіталю (з 2005 роу — командир в/ч А1446 — 1129-й військовий госпіталь ВМКЦ Західного регіону). Під час війни також працював в Покровському військовому госпіталі.
Помер 9 травня 2019 року близько опівночі внаслідок серцевого нападу.
11 травня 2019-го у Рівному прощалися з полковником Олексієм Кльоновим. Похований на кладовищі у рівненському мікрорайоні Новий Двір.
Без Олексія лишились дружина, донька, онуки.

## Нагороди та вшанування
- Указом Президента України № 538/2016 від 2 грудня 2016 року за «особистий внесок у зміцнення обороноздатності Української держави, мужність, самовідданість і високий професіоналізм, виявлені під час виконання військового обов'язку, та з нагоди Дня Збройних Сил України» — відзначений почесним званням Заслужений лікар України[1]